# Raons
Raons és un mas del terme municipal del Pont de Suert, a la comarca de l'Alta Ribagorça, que forma conjunt amb la veïna borda de Servent. La línia de terme passava entre ca de Raons i la borda de Servent, de manera que aquesta era en terme de Llesp (part occidental) i ca de Raons en terme de Malpàs (part oriental) des de la promulgació de la Constitució de Cadis, el 1812, fins a la seva incorporació al Pont de Suert el 1968. Actualment, ca de Raons està habitada però ja no té activitat ramadera, i només hi queda en actiu la veïna Borda de Servent.
El poble és a 1.104,1 metres d'altitud, en un coster a la dreta del barranc de Raons. S'hi accedeix per una pista de terra, que arrenca cap al sud-est del quilòmetre 0,5 de la LV-5212. És al nord-nord-oest del poble de Malpàs.
La seva església es troba desapareguda (en queda algun rastre a la paret de darrere del garatge annex a ca de Raons) i era dedicada a sant Esteve. Aquesta església era sufragània de Sant Sadurní d'Esperan i, per tant, de Santa Maria d'Erillcastell.

## Història
El poble està documentat des del 1018, any en què fou donat al monestir de Lavaix.
En el Fogatge del 1553, apareix amb 3 focs (uns 50 habitants). El 1787 Raons tenia vuit habitants.
Pascual Madoz descriu breument Rahons en el seu Diccionario geográfico... del 1849. Descriu el petit poble dient que està situat en un petit pla al nord del qual s'alça una alta muntanya; té una sola casa, una església dedicada a sant Esteve, annexa a la parròquia d'Esperan, un cementiri al costat de la capella, i una font a 5 minuts de camí. El terreny era escabrós, muntanyós i aspre, amb un prat de secà i un hort de regadiu. S'hi produïa blat, sègol, ordi i llegums, i s'hi criaven ovelles. La població era d'un veí (cap de família) i 6 ànimes (habitants).
Actualment només en subsisteix ca de Raons.